# Fan fatal
Fan fatal es el cuarto y último álbum de estudio del grupo español Alaska + Dinarama, publicado por las compañías EMI y Hispavox el 6 de marzo de 1989. Se le considera la obra más rompedora del grupo hasta ese momento. En el momento de la creación del álbum abogaban por la incorporación de tecnologías modernas en la música, como los secuenciadores y las computadoras, subrayando que era fundamental evolucionar hacia el uso de la electrónica. Además, denunciaron la oposición que Dinarama experimentó en el pasado, llegando incluso a ser obligados a abandonar un concierto debido a la sospecha de utilizar playback, lo cual reflejaba la mentalidad restrictiva y poco comprensiva de la época.
En la producción Dinarama colaboró con Luis C. Esteban, Marcos Calvo y Pedro del Moral, integrantes de Rebeldes sin pausa.

## Desarrollo y grabación
Con la introducción del sample, optaron por modificar el enfoque de trabajo en el estudio. Inicialmente, comienzan a colaborar con Jesús Gómez, a quien consideran idóneo para el nuevo sonido que el grupo desea explorar, centrado en el uso del sample y en la incorporación de géneros emergentes como el house y el hip hop, así como en la sustitución de los arreglos de cuerdas y metales por la técnica del scratching. Al iniciar la selección de canciones para el álbum, se percataron de que no disponían de suficiente material acorde al concepto que deseaban plasmar, lo que les llevó a tomar prestadas algunas composiciones de Los Vegetales, el otro grupo de Nacho. Esta propuesta provino de Pito, el entonces mánager, lo que agravó aún más la relación con Carlos Berlanga. La dirección que tomó la grabación llevó al grupo a interrumpir el proceso y comenzar de nuevo, prácticamente desde cero, utilizando una grabación de carácter más casero. Retomaron entonces el trabajo en el estudio de Luis Miguélez, donde se adentraron en una fase experimental que dio lugar a la creación de canciones como «Fly Acid Fly». 
| Es como si fuéramos la última mierda de Hispavox. Estábamos grabando y meten a Nina, la azafata de Un, Dos, Tres, en el estudio y nos sacan a nosotros; es alucinante —Alaska, sobre la grabación del álbum. |

Aunque en términos conceptuales estaban plenamente decididos sobre la dirección que querían tomar, no lograban dar con el sonido exacto que buscaban. Afortunadamente, entraron en contacto con Rebeldes sin pausa, quienes inicialmente iban a colaborar con unos scratching, pero terminaron asumiendo el control de la producción final del álbum. La grabación se culminó en los Estudios Tyrel, propiedad de Luis Carlos Esteban, elección que terminó por satisfacer a los miembros del grupo, aunque las relaciones internas entre ellos ya estaban gravemente deterioradas.

## Publicación y promoción
Finalmente, el álbum, una vez concluido, contenía, en su versión en vinilo, un total de doce canciones. En la edición en casete del álbum, que contaba con dos variantes, la segunda incluía un tema adicional, sumando trece canciones, mientras que en el formato CD se añadían cuatro temas extra como bonus tracks, una estrategia comercial destinada a incentivar la compra de este último formato. Las cuatro canciones adicionales del CD dieron lugar a la publicación de un vinilo de Edición Especial Limitada, que se obsequió con las primeras 10.000 copias del vinilo original. Además de composiciones de Carlos Berlanga y Los Vegetales, se grabaron otros temas como «Quiero ser santa», originalmente de Parálisis Permanente, con la colaboración de Ana Curra como voz secundaria; también se incluyó la canción «Godzilla», compuesta por el grupo electrónico Aviador Dro, y finalmente, «Fly Acid Fly» de Luis Miguélez, grabada con la colaboración de Pepe de Lucía en los coros.
El título de este disco constituye un juego de palabras que alude a una declaración de principios, mediante la cual el grupo se reconoce como fervientes admiradores tanto de la música como del cine. El álbum incluye una amplia variedad de sample de sus ídolos y referentes culturales, tales como Prince, Ramones, Depeche Mode, Michael Jackson, así como figuras del cine como Gracita Morales y la emblemática película Blade Runner.

### Sencillos
El primer sencillo en ser publicado fue la versión de Los Vegetales de «Mi novio es un zombi», de la cual se realizaron tres remezclas que fueron lanzadas en un maxisencillo con dicho tema. La canción obtuvo una gran acogida tanto popular como comercial, lo que sorprendió a la discográfica, generando un impulso significativo en la campaña de promoción del álbum. Esta promoción resultó ser probablemente la más efectiva y exitosa en toda la carrera de Alaska. El acid house se hace mucho más presente, finalmente penetrando en España, lo cual queda reflejado tanto en la portada del disco como en la de los sucesivos maxisencillos. Tras la exitosa acogida del primer sencillo a finales de febrero de 1989, en marzo se publicó «Quiero ser santa», que fue seleccionada como segundo sencillo a pesar de aparecer únicamente en el CD, lo cual podía interpretarse como otro experimento de la compañía discográfica. No solo cosechó un gran éxito, sino que superó incluso la repercusión de «Mi novio es un zombi». Se realizaron tres remezclas de este sencillo, que son editadas en un maxisencillo especial destinado a disc jockeys.
En el mes de septiembre, se editó el sencillo «Descongélate» como tercer sencillo, el cual incluía dos remezclas de dicho tema. Sin embargo, aunque la edición discográfica de Alaska + Dinarama y la promoción continuaron, el grupo ya se encontraba prácticamente disuelto. Una de las innovaciones de esta nueva y breve etapa, que trascendería en el futuro hasta la actualidad, fue la gira Disco Inferno, que incluía una sesión de disc jockey y dividía los conciertos en dos partes: una más roquera, pop o glam rock, y otra mucho más enfocada en el acid house. Este sencillo contó con un videoclip, aunque ya sin la participación de Carlos Berlanga. Finalmente, en octubre de 1989 se publicó el último sencillo «La mosca muerta», tanto en España como en México.

## Lista de canciones
- Edición LP, 12 canciones (1989):[5][6]

Lado A:
| N.º | Título                                                | Escritor(es)                      | Duración |  |
| 1.  | «Lo siento»                                           | C. Berlanga, I. Canut             | 4:24     |  |
| 2.  | «Vampirella» (tema original de Los Vegetales)         | I. Canut, J.C. Abreu, Barzoka Nut | 4:10     |  |
| 3.  | «Me habló la televisión» (Voces de apoyo: Tifannytis) | C. Berlanga, I. Canut             | 3:33     |  |
| 4.  | «La mosca muerta» (tema original de Los Vegetales)    | I. Canut, J.C. Abreu, Barzoka Nut | 2:02     |  |
| 5.  | «Mentira»                                             | C. Berlanga, I. Canut             | 3:25     |  |
| 6.  | «La ciencia avanza» (tema original de Los Vegetales)  | I. Canut, J.C. Abreu, Barzoka Nut | 2:12     |  |

Lado B:
| N.º | Título                                                  | Escritor(es)                      | Duración |  |
| 7.  | «Mi novio es un zombi» (tema original de Los Vegetales) | I. Canut, J.C. Abreu, Barzoka Nut | 4:13     |  |
| 8.  | «Descongélate»                                          | C. Berlanga, I. Canut             | 3:58     |  |
| 9.  | «El Diablo anda suelto»                                 | C. Berlanga, I. Canut             | 2:58     |  |
| 10. | «Godzilla» (tema original de Aviador Dro)               | Servando Carballar                | 2:25     |  |
| 11. | «Lupita la trailera»                                    | C. Berlanga, I. Canut             | 2:44     |  |
| 12. | «La pastilla roja» (tema original de Los Vegetales)     | I. Canut, J.C. Abreu, Barzoka Nut | 3:27     |  |

- Casete-álbum, 14 canciones (1989):Incluye los bonus-tracks de "Quiero ser santa" y "No es el final".[7]

| Lado A |                                                                                                 |                                                             |          |  |
| N.º    | Título                                                                                          | Escritor(es)                                                | Duración |  |
| 1.     | «Lo siento»                                                                                     |                                                             | 4:24     |  |
| 2.     | «Vampirella»                                                                                    |                                                             | 4:10     |  |
| 3.     | «Me habló la televisión»                                                                        |                                                             | 3:33     |  |
| 4.     | «La mosca muerta»                                                                               |                                                             | 2:02     |  |
| 5.     | «Mentira»                                                                                       |                                                             | 3:25     |  |
| 6.     | «La ciencia avanza»                                                                             |                                                             | 2:12     |  |
| 7.     | «Quiero ser santa» (tema original de Parálisis Permanente / Voces de acompañamiento: Ana Curra) | Ana Isabel Fernández., Eduardo Bevavente, O. Gara, I. Canut | 3:31     |  |

| Lado B |                         |                      |          |  |
| N.º    | Título                  | Escritor(es)         | Duración |  |
| 1.     | «Mi novio es un zombi»  |                      | 4:13     |  |
| 2.     | «Descongélate»          |                      | 3:58     |  |
| 3.     | «El Diablo anda suelto» |                      | 2:58     |  |
| 4.     | «Godzilla»              |                      | 2:25     |  |
| 5.     | «Lupita la trailera»    |                      | 2:44     |  |
| 6.     | «La pastilla roja»      |                      | 3:27     |  |
| 7.     | «No es el final»        | O. Gara, C. Berlanga | 4:18     |  |

- CD-álbum, 17 canciones / Segunda edición (1989)[8][9] La primera edición de este CD-álbum contiene 17 temas  (en la lista de la contraportada y en el libreto interno del CD, aparecen reseñados 16 temas nada más; la canción titulada "Ectoplasmatic Dub" (2:52) no aparece en la lista, tampoco en los títulos genéricos de la contraportada del Maxi-Single promo).

| Fan fatal (CD álbum) | |          |  |
| N.º                  | Título | Duración |  |
| 1.                   | «Lo siento» | 4:28     |  |
| 2.                   | «Vampirella» | 4:11     |  |
| 3.                   | «Me habló la televisión»                                                                                               | 3:36     |  |
| 4.                   | «La mosca muerta» | 2:04     |  |
| 5.                   | «Mentira» | 3:37     |  |
| 6.                   | «La ciencia avanza» | 2:14     |  |
| 7.                   | «Mi novio es un zombi»                                                                                                 | 4:15     |  |
| 8.                   | «Descongélate» | 3:59     |  |
| 9.                   | «El Diablo anda suelto»                                                                                                | 2:59     |  |
| 10.                  | «Godzilla» | 2:25     |  |
| 11.                  | «Lupita la trailera»                                                                                                   | 4:45     |  |
| 12.                  | «La pastilla roja» | 3:33     |  |
| 13.                  | «Quiero ser santa» | 3:24     |  |
| 14.                  | «Ectoplasmatic» | 2:54     |  |
| 15.                  | «Ectoplasmatic Dub» (Canción instrumental / Publicada originalmente en el Lado A del maxi 12" PROMO "Quiero se santa") | 2:52     |  |
| 16.                  | «Fly Acid Fly» (Voces de apoyo: Pepe de Lucía)                                                                         | 6:04     |  |
| 17.                  | «No es el final» | 4:16     |  |

- Álbum de 2 CD, 30 canciones / Edición especial para coleccionistas.[11]

| Fan fatal (Digipack, 2006) CD "A" |                          |          |  |
| N.º                               | Título                   | Duración |  |
| 1.                                | «Lo siento»              | 4:28     |  |
| 2.                                | «Vampirella»             | 4:11     |  |
| 3.                                | «Me habló la televisión» | 3:36     |  |
| 4.                                | «La mosca muerta»        | 2:04     |  |
| 5.                                | «Mentira»                | 3:37     |  |
| 6.                                | «La ciencia avanza»      | 2:14     |  |
| 7.                                | «Mi novio es un zombi»   | 4:15     |  |
| 8.                                | «Descongélate»           | 3:59     |  |
| 9.                                | «El Diablo anda suelto»  | 2:59     |  |
| 10.                               | «Godzilla»               | 2:25     |  |
| 11.                               | «Lupita la trailera»     | 4:45     |  |
| 12.                               | «La pastilla roja»       | 3:33     |  |
| 13.                               | «Quiero ser santa»       | 3:24     |  |
| 14.                               | «Ectoplasmatic»          | 2:54     |  |
| 15.                               | «Fly Acid Fly»           | 6:04     |  |
| 16.                               | «No es el final»         | 4:16     |  |

| Fan fatal (Digipack, 2006) CD "D" | |          |  |
| N.º                               | Título | Duración |  |
| 1.                                | «Quiero ser santa (Quiero ser spam remix)» (nunca antes incluida en CD)                                                       | 3:23     |  |
| 2.                                | «Ectoplasmatic Dub» (Nunca antes incluida en CD / Publicada originalmente en el Lado A del maxi 12" PROMO "Quiero ser santa") | 2:53     |  |
| 3.                                | «La invasión de los discos-zombis» (Incluido en el Lado A del maxisencillo "Mi novio es un zombi")                            | 5:29     |  |
| 4.                                | «Zombis en la casa del amor» (Incluido en el Lado A del maxi-single "Mi novio es un zombi")                                   | 4:42     |  |
| 5.                                | «Psicozombis» (Incluido en el Lado B del maxisencillo "Mi novio es un zombi")                                                 | 5:11     |  |
| 6.                                | «Quiero ser ácida» (Incluida en el Lado A del maxi 12" comercial "Quiero ser santa")                                          | 4:54     |  |
| 7.                                | «Quiero ser siniestra» (Incluida en el Lado A del maxi 12" comercial "Quiero ser santa")                                      | 3:40     |  |
| 8.                                | «Quiero ser chochi» (Incluida en el Lado B del maxi 12" comercial "Quiero ser santa")                                         | 5:00     |  |
| 9.                                | «Descongélate (durante 5'55 A 75°)» (Incluida en el Lado A del maxi-single "Descongélate")                                    | 5:55     |  |
| 10.                               | «Descongélate (durante 5'34 A 100°)» (Incluida en el Lado B del maxi-single "Descongélate")                                   | 5:34     |  |
| 11.                               | «Descongélate (Versión demo)» (inédito)                                                                                       | 4:31     |  |
| 12.                               | «Me habló la televisión (Versión demo)» (inédito)                                                                             | 2:39     |  |
| 13.                               | «Lupita la trailera (Versión demo)» (inédito)                                                                                 | 2:49     |  |
| 14.                               | «Mentira (Versión demo)» (inédito)                                                                                            | 3:27     |  |

## Créditos y personal
- Grabación: Estudios Tyrel y Villa Melodie, Madrid, Comunidad de Madrid, España.
- Masterización: Estudios Tyrel, Madrid, Comunidad de Madrid, España.

Instrumentación
- Alaska: artista principal, voz
- Luis Miguélez: guitarra, coros, sintetizador

Composición y producción
Diseño
- Pablo Sycet: dirección artística
- Carlos Berlanga: logotipo